# Phaloria similis
Phaloria similis är en insektsart som beskrevs av Lucien Chopard 1968. Phaloria similis ingår i släktet Phaloria och familjen syrsor. Inga underarter finns listade i Catalogue of Life.